# Casa Ernst Barlach
La Casa Ernst Barlach o en alemany Ernst-Barlach-Haus de la fundació Hermann F. Reemtsma és un museu al Parc Jenisch al barri d'Othmarschen a l'estat d'Hamburg a Alemanya.
L'empresari Hermann F. Reemtsma (1882-1961) va dedicar aquest edifici a l'artista expressionista Ernst Barlach (1870-1938). Va inaugurar-se un any després de la mort del fundador. Una ampliació inaugurada el 1996 va permetre exhibicions temporals. També hi ha una llibreria amb molta documentació sobre Ernst Barlach i la seva època.
Ja als anys 1930, el mecenes Reemtsma va començar a col·leccionar l'obra de Barlach i conservar l'obra contra els atacs del nazis contra l'artista, llistat com degenerat. Als anys 1950 Reemtsma va crear la fundació que porta el seu nom amb la finalitat de conservar l'obra i de fer-la accessible al públic. La col·lecció original va continuar enriquint-se i el 2011 conté unes 130 obres plàstiques, 350 dibuixos, l'obra gràfica de l'artista quasi completa, 24 escultures de fusta i 400 autogrames.

## Algunes obres exposades

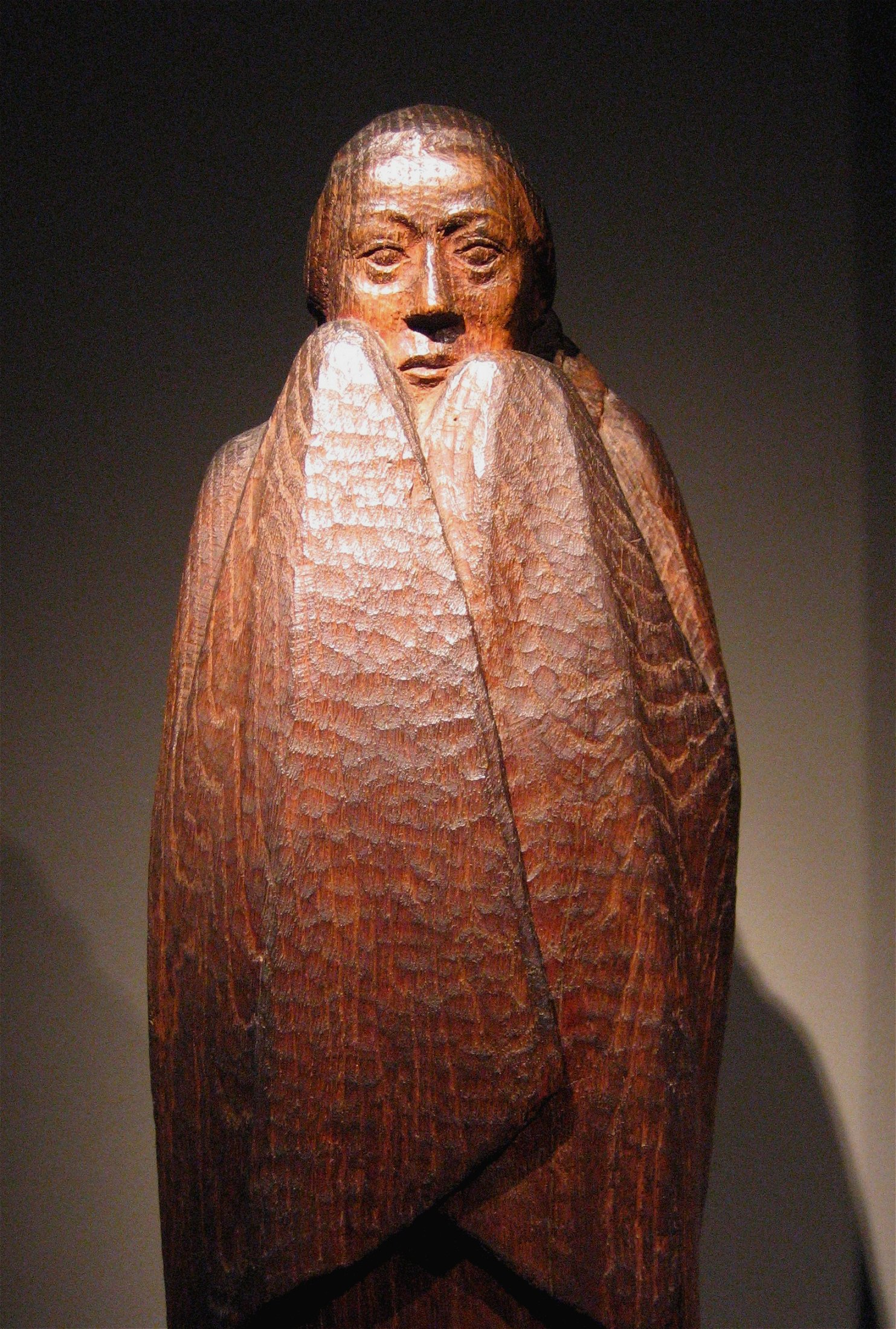
La nena que té fred
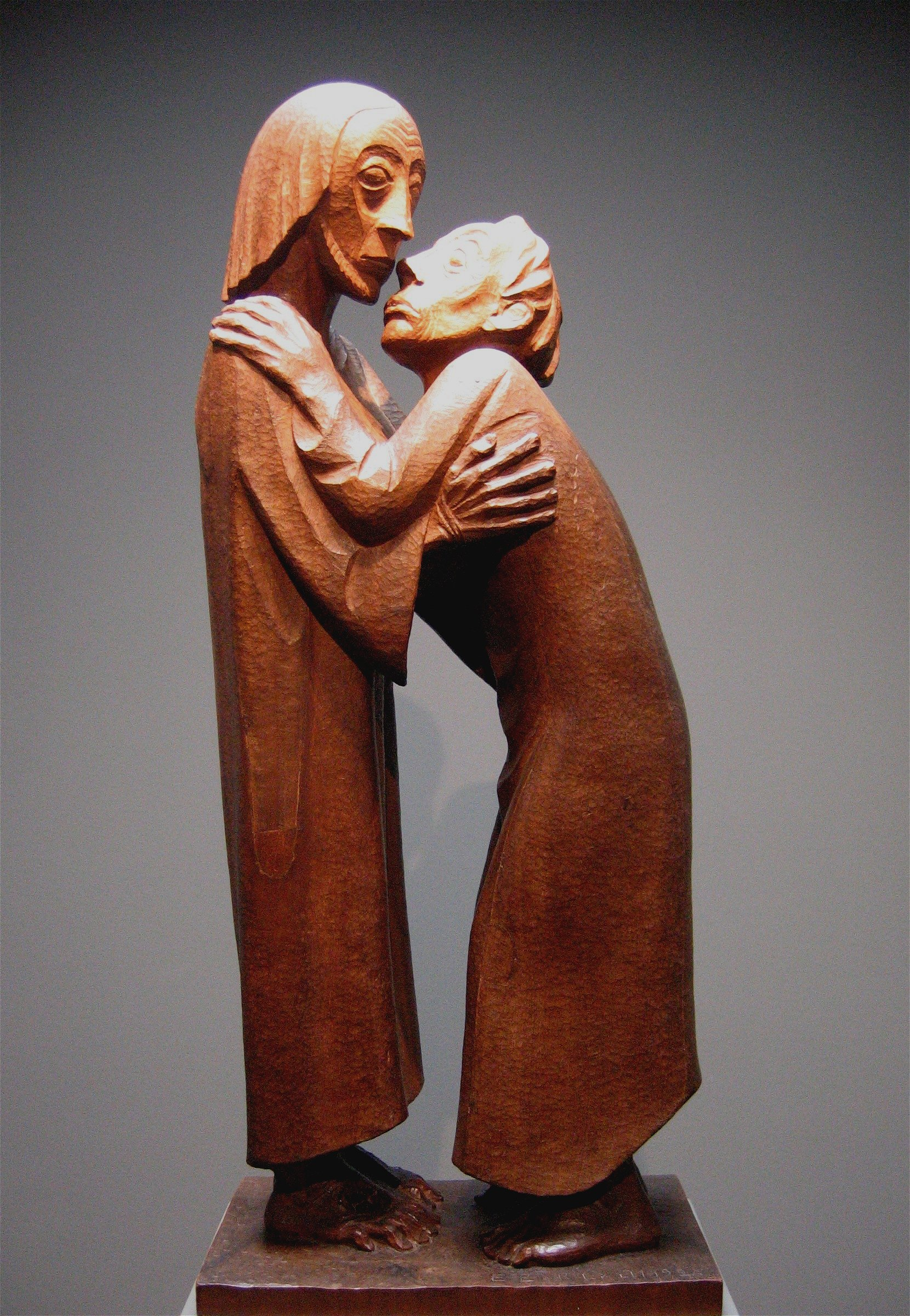
El reveure
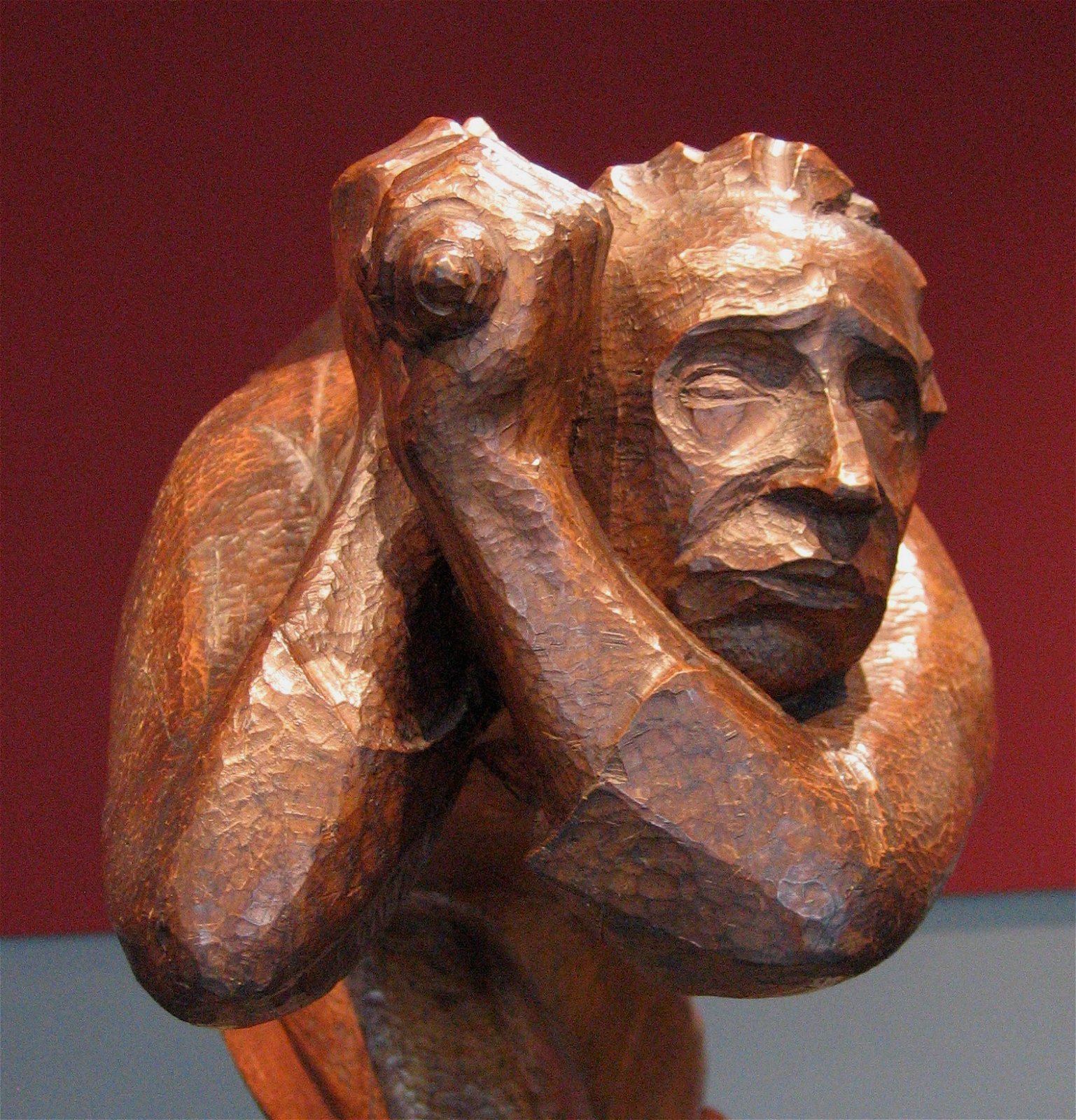
El venjador
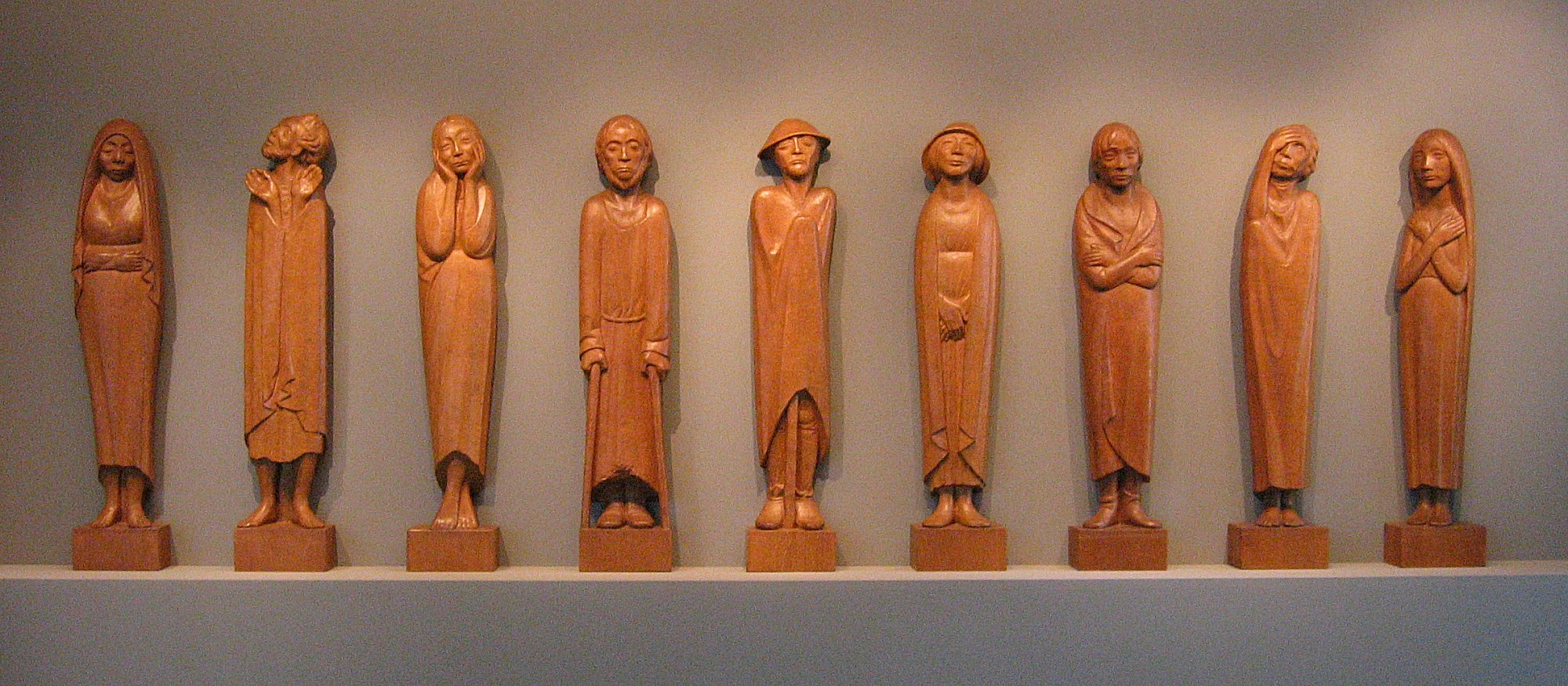
El fris de gent que riu

## Referència
1. ↑  Web oficial del museu Arxivat 2008-04-30 a Wayback Machine. - Col·lecció